# Іст-Грінбуш (Нью-Йорк)
Іст-Грінбуш (англ. East Greenbush) — місто (англ. town) в США, в окрузі Ренсселер штату Нью-Йорк. Населення — 16 748 осіб (2020).

## Демографія
Згідно з переписом 2010 року, у місті мешкали 16 473 особи в 6702 домогосподарствах у складі 4377 родин. Було 7006 помешкань
Расовий склад населення:
| - 91,3 % — білих - 3,2 % — азіатів - 3,1 % — чорних або афроамериканців - 0,2 % — корінних американців |

До двох чи більше рас належало 1,9 %. Частка іспаномовних становила 2,4 % від усіх жителів.
За віковим діапазоном населення розподілялося таким чином: 21,2 % — особи молодші 18 років, 64,1 % — особи у віці 18—64 років, 14,7 % — особи у віці 65 років та старші. Медіана віку мешканця становила 41,9 року. На 100 осіб жіночої статі у місті припадало 91,2 чоловіків; на 100 жінок у віці від 18 років та старших — 88,0 чоловіків також старших 18 років.
Середній дохід на одне домашнє господарство становив 95 125 доларів США (медіана — 77 342), а середній дохід на одну сім'ю — 114 920 доларів (медіана — 101 349). Медіана доходів становила 68 288 доларів для чоловіків та 59 867 доларів для жінок. За межею бідності перебувало 5,3 % осіб, у тому числі 7,6 % дітей у віці до 18 років та 1,6 % осіб у віці 65 років та старших.
Цивільне працевлаштоване населення становило 8742 особи. Основні галузі зайнятості: освіта, охорона здоров'я та соціальна допомога — 23,6 %, публічна адміністрація — 16,1 %, науковці, спеціалісти, менеджери — 13,7 %, роздрібна торгівля — 11,4 %.